# Instituto Tecnológico y de Estudios Superiores de Monterrey
Das Institut für Technologische und Höhere Studien Monterrey (Spanisch: Instituto Tecnológico y de Estudios Superiores de Monterrey oder ITESM) ist eine Privatuniversität in Monterrey, Mexiko, die 1943 gegründet wurde. Die ITESM ist auch bekannt unter den Namen Monterrey Tec, Tecnológico, Tec de Monterrey oder nur Tec. Der Hauptcampus befindet sich in Monterrey, Mexiko. Das ITESM-Netzwerk umfasst mittlerweile mehr als 30 Regionalcampus in verschiedenen Ländern Lateinamerikas. Des Weiteren zeichnet die ITESM für die Escuela de Graduados en Administración y Dirección de Empresas (EGADE – Schule für Aufbaustudien in Administration und Betriebswirtschaftslehre), die PrepaTEC (vorbereitende Schule) und die Universidad Virtual (Virtuelle Universität) verantwortlich.
Im Jahre 2006 wurde die ITESM im Wall Street Journal Ranking als die 7.-beste Business School der Welt geführt; noch vor dem MIT, der Haas School of Business, Wharton und Stanford und hinter Columbia University und Thunderbird.
Im Jahre 2007 wurde die ITESM im FORBES-Ranking als die 10.-teuerste Universität (Studiengebühren) der Welt bezeichnet.
Die ITESM zeichnet sich u. a. durch eine international renommierte Gründerausbildung und ein Netz von Inkubatoren für Start-ups aus.